# Estación de Valencina-Santiponce
Valencina-Santiponce es una estación de ferrocarril situada en el municipio español de Valencina de la Concepción, en la provincia de Sevilla, Andalucía. Forma parte de la línea C-5 de la red de Cercanías Sevilla operada por Renfe.

## Situación ferroviaria
Se encuentra en la línea férrea de ancho ibérico que une Sevilla con Huelva. Este trazado tenía como cabecera histórica la antigua estación de Sevilla-Plaza de Armas, siendo su actual cabecera la estación de mercancías de Sevilla-Majarabique.

## La estación
Está situada a 400 metros de Valencina y a 1 km de Santiponce. Esta estación es una de las dos estaciones compartidas entre dos municipios de la línea C-5 junto a la estación de Villanueva del Ariscal-Olivares. Fue inaugurada el 28 de marzo de 2011. Dispone de dos andenes laterales de 200 metros de longitud a los que acceden dos vías, la principal y otra de apartado. El edificio para viajeros abarca una superficie total de 386,1 metros cuadrados. Es accesible gracias a rampas y escaleras. 
En el exterior cuenta con una zona de aparcamiento.

## Servicios ferroviarios

### Cercanías
Forma parte de la línea C-5 de la red de Cercanías Sevilla. La frecuencia media es de un tren cada 30-60 minutos.
| procedencia/destino | < estación | Línea | estación > | destino/procedencia  |
| ------------------- | ---------- | ----- | ---------- | -------------------- |
| Benacazón           | Salteras   |       | Camas      | Jardines de Hércules |